# Phanerochaete cacaina
Phanerochaete cacaina är en svampart som först beskrevs av Bourdot & Galzin, och fick sitt nu gällande namn av Burds. & Gilb. 1974. Phanerochaete cacaina ingår i släktet Phanerochaete och familjen Phanerochaetaceae.   Inga underarter finns listade i Catalogue of Life.